# Wasting Our Lives (WLTP)
«Wasting Our Lives (WLTP)» —literalmente en español: «Perder nuestras vidas (WLTP)»— es una canción realizada por el dúo holandés Showtek, con la colaboración de la cantante Tryna. Fue lanzada el 22 de octubre de 2014, como descarga digital a través de iTunes. Es la versión vocal de la canción We Like To Party también de SHowtek

## Lista de canciones
| Descarga digital — sencillo |                            |          |  |
| N.º                         | Título                     | Duración |  |
| 1.                          | «Wasting Our Lives (WLTP)» | 3:02     |  |